# نووایا بریوزوفکا
نووایا بریوزوفکا (انگلیسی: Novaya Beryozovka) یک شهرک در شهرستان ایگلینسکی استان باشقیرستان کشور روسیه است.